# Фернандан (1987)
Жозе́ Ферна́ндо Виа́на де Санта́на (порт. José Fernando Viana de Santana; род. 27 марта 1987, Рио-де-Жанейро), более известный Фернанда́н (порт. Fernandão) — бразильский футболист, нападающий клуба «Томбенсе».

## Клубная карьера

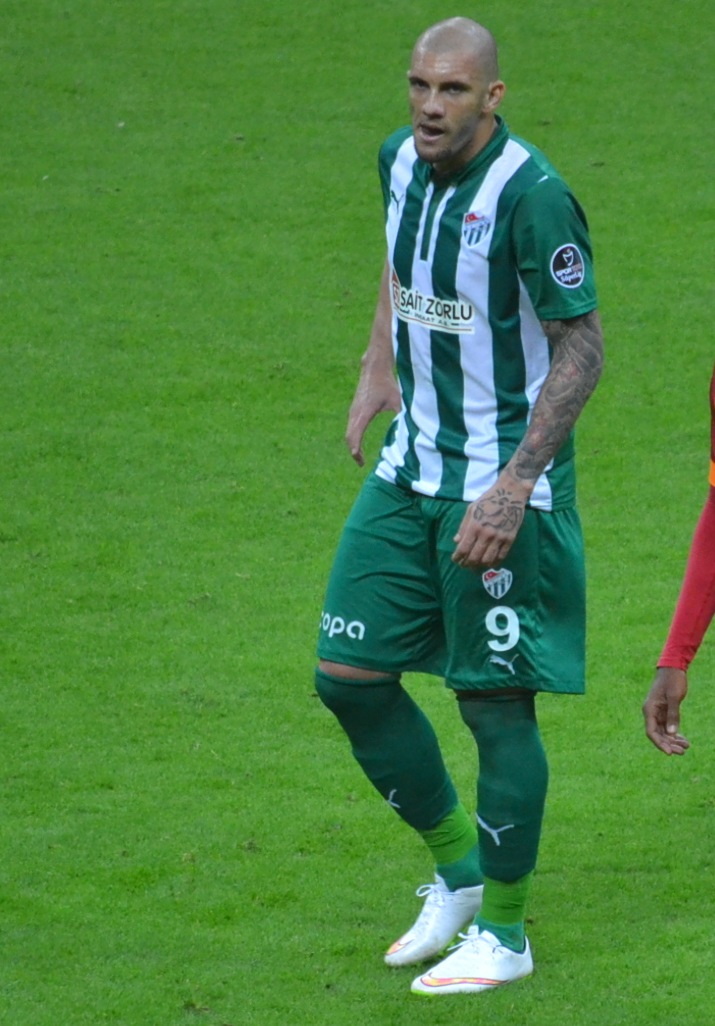
Фернандан в составе «Бурсаспора»

Фернандан — воспитанник клуба «Америка» из своего родного города. Сыграв всего в двух матчах он перешёл в «Томбенсе». Фернандан сразу же был отдан в аренду во «Фламенго», с составе которого стал чемпионом Лиги Кариокаа. Следующие четыре сезона он провёл на правах аренды выступая за клубы «Волта-Редонда», «Макаэ», «Пайсанду», «Демократа» и «Гуарани». В 2011 году он на правах аренды перешёл в «Палмейрас». 28 августа в матче против «Коринтианс» Фернандан дебютировал в бразильской Серии A. В этом же поединке он забил свой.
В 2012 году по окончании аренды Фернандан на правах свободного агента перешёл в «Атлетико Паранаэнсе». 19 мая в матче против «Жоинвиля» он дебютировал за новую команду. В этом же поединке Фернандан забил свой первый гол за «Атлетико». В 2013 году он на правах аренды перешёл в «Баия». 26 мая в матче против «Крисиума» Фернандан дебютировал за команду. 2 июня в поединке против «Интернасьонала» он забил свой первый гол за «Баию». По итогам сезона Фернандан с пятнадцатью голами стал одним из лучших бомбардиров турнира.
В начале 2014 года Фернандан на правах аренды перешёл в турецкий «Бурсаспор». 25 января в матче против «Эскишехирспора» он дебютировал в турецкой Суперлиге. В этом поединке Фернандан сделал «дубль», забив свои первые голы за «Бурсаспор». 6 апреля в матче против «Сивасспора» он сделал хет-трик. В 2015 году с двадцати двумя мячами Фернандан стал лучшим бомбардиром чемпионата. Он помог «Бурсаспору» выйти в финал Кубка Турции забив четыре гола, в том числе в полуфинале и финале, против «Фенербахче» и «Галатасарая».
Летом 2015 года «Фенербахче» выкупил трансфер Фернандан за 3,4 млн евро. 28 июля в квалификационном матче Лиги чемпионов против донецкого «Шахтера» он дебютировал за новый клуб. 14 августа в поединке против «Эскишехирспора» Фернандан дебютировал за «Фенербахче» в чемпионате. В этом же матче он забил свой первый гол за клуб. В групповом турнире Лиги Европы Фернандан отличился шесть раз, поразив ворота норвежского «Мольде», амстердамского «Аякса», шотландского «Селтика» и греческого «Атромитоса».
Летом 2018 года Фернандан перешёл в аравийский клуб «Аль-Вахда» из Мекки. 13 сентября в матче против «Аль-Фатеха» он дебютировал в чемпионате Саудовской Аравии. 22 сентября в поединке против «Аль-Раед» Фернандан сделал дубль, забив свои первые голы за «Аль-Вахда».

## Достижения
Командные
«Фламенго»
- Лига Кариока — 2008

Личные
- Лучший бомбардир турецкой Суперлиги (22 мяча) — 2014/15